# 吉田雅司
吉田雅司（よしだ まさし、1948年2月 - ）は、日本の実業家。グレートアンドグランド代表取締役社長。マツモトキヨシホールディングス元社長、マツモトキヨシ元社長。栃木県足利市出身。

## 来歴
- 1970年、東京理科大学薬学部卒業、日本ケミファ入社。
- 1975年、マツモトキヨシ入社。
- 1989年、薬粧事業本部営業部長就任。
- 1995年、取締役就任。
- 2008年、マツモトキヨシホールディングス副社長就任。
- 2009年、同社長就任。
- 2010年、マツモトキヨシ代表取締役会長兼社長就任。
- 2011年4月1日、マツモトキヨシホールディングス社長およびマツモトキヨシ代表取締役会長兼社長を退任。